# 埃梅维尔
埃梅维尔（法語：Éméville，法語發音：[emevil]）是法国瓦兹省的一个市镇，属于桑利斯区。

## 地理
埃梅维尔（49°17'3"N, 3°1'40"E）面积1.84 平方千米，位于法国上法蘭西大區瓦兹省，该省份为法国北部内陆省份，北起索姆省，西接厄尔省和滨海塞纳省，南至塞纳-马恩省和瓦兹河谷省，东临埃纳省。
与埃梅维尔接壤的市镇（或旧市镇、城区）包括：阿拉蒙、瓦卢瓦地区博讷伊、韦村。

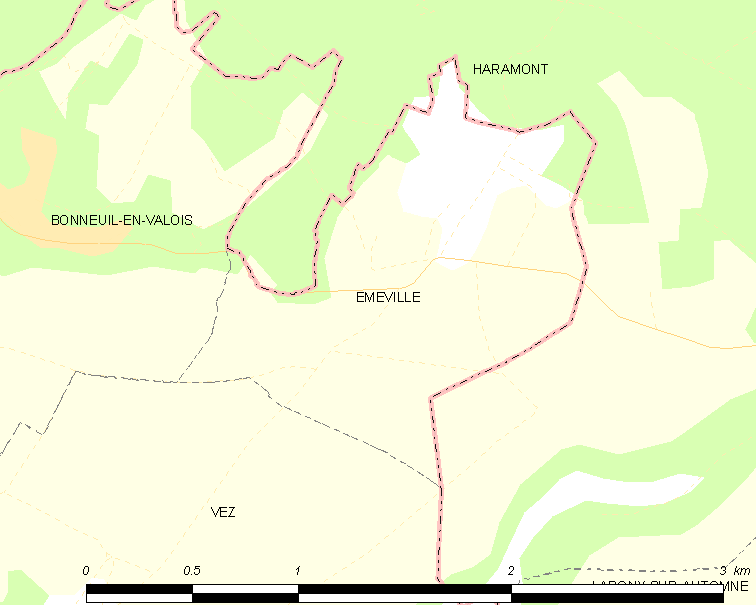
埃梅维尔的OSM定位图

埃梅维尔的时区为UTC+01:00、UTC+02:00（夏令时）。

## 行政
埃梅维尔的邮政编码为60123，INSEE市镇编码为60207。

## 政治
埃梅维尔所属的省级选区为瓦卢瓦地区克雷皮县。

## 人口

1962-2008年间埃梅维尔人口变化图示

埃梅维尔于2022年1月1日时的人口数量为285人。